# Arianisme
Arianismen er opkaldt efter præsten Arius (256 i Alexandria i Egypten, død 336). Hans tilhængere kaldtes arianere. Arianerne hævdede, at Sønnen var skabt af Faderen og derfor hverken lige med Ham, evig eller guddommelig af væsen. Arianismen blev fordømt af det økumeniske koncil i Nikæa (325), men det varede længe før den forsvandt. En central spiller i kampen mod arianismen var den alexandrinske biskop Athanasius, der fastholdt, at Sønnen, Kristus, var en del af Guds væsen og dermed ikke skabt.